# Jimmy Whitehouse
James Whitehouse, plus connu sous le nom de Jimmy Whitehouse (né le 19 septembre 1924 à West Bromwich dans les Midlands de l'Ouest, et mort en 2005) est un joueur de football anglais qui évoluait au poste d'attaquant.

## Palmarès
Carlisle United
- Championnat d'Angleterre D3 :
  - Meilleur buteur : 1952-53 (33 buts).